# Ліня (Поморське воєводство)
Ліня (пол. Linia, нім. Linde) — село в Польщі, у гміні Ліня Вейгеровського повіту Поморського воєводства.
Населення — 1806 осіб (2011).
У 1975-1998 роках село належало до Гданського воєводства.

## Демографія
Демографічна структура станом на 31 березня 2011 року:
|          | Загалом | Допрацездатний вік | Працездатний вік | Постпрацездатний вік |
| -------- | ------- | ------------------ | ---------------- | -------------------- |
| Чоловіки | 895     | 273                | 564              | 58                   |
| Жінки    | 911     | 277                | 520              | 114                  |
| Разом    | 1806    | 550                | 1084             | 172                  |